# Issa Ba
Issa Ba (n. 7 noiembrie 1981, Dakar, Senegal) este un fotbalist senegalez care evoluează pentru clubul Diaraf pe postul de mijlocaș central.